# Jack White
Jack White, ursprungligen John Anthony Gillis, född 9 juli 1975 i Detroit, Michigan, är en amerikansk rockmusiker, producent och skådespelare. Han är mest känd som sångare och gitarrist i garagerockduon The White Stripes tillsammans med Meg White, medlem i gruppen The Raconteurs samt som drivkraft i gruppen The Dead Weather.

## Karriär
Under sin tidiga karriär spelade Jack White i en rad lokala Detroitband, som Goober and the Peas, The Go och The Upholsterers. 
1994 träffade han Meg White och de gifte sig 1996. Han valde då att ta hennes efternamn. Tillsammans bildade de The White Stripes 1997 och debutalbumet The White Stripes kom året efter. 2000 skilde de sig men bandet överlevde och fick sitt stora genombrott 2001 med albumet White Blood Cells. 2003 kom succéskivan Elephant där låtar som "Seven Nation Army" och "Ball and Biscuit" fanns med. Den följdes 2005 upp med Get Behind Me Satan, med bland annat hiten "Blue Orchid". Av okänd anledning har Jack och Meg White hela tiden uppgivit att de är syskon, men sanningen uppdagades snart efter att de blivit kända.
2003 debuterade Jack White även som skådespelare med rollen som Georgia i filmen Åter till Cold Mountain, till vars soundtrack han även bidrog som vokalist på fem låtar. Samma år var han även med i filmen Coffee and Cigarettes tillsammans med Meg White, där de spelar sig själva.
Jack White har även arbetat en del som producent åt andra artister. 2001 hjälpte han till att producera The Von Bondies debutalbum Lack of Communication och under 2004 producerade han Loretta Lynns comebackalbum Van Lear Rose, han sjöng också en duett med henne på albumet och skrev en av låtarna.

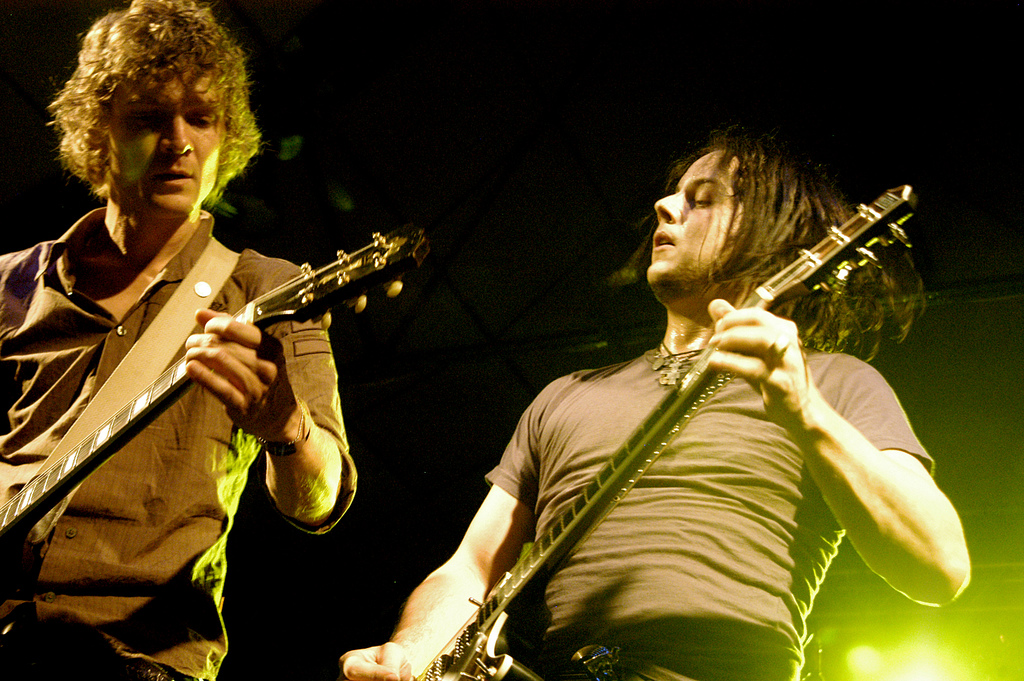
Jack White och Brendan Benson.

I slutet av 2005 startade Jack White supergruppen The Raconteurs – "ett nytt band gjort av gamla vänner", enligt dem själva. Övriga medlemmar är Brendan Benson samt Jack Lawrence och Patrick Keeler, båda kända från The Greenhornes. De debuterade samma år med albumet Broken Boy Soldiers. 2008 kom uppföljaren Consolers of the Lonely. För The Raconteurs turné 2008 lät white effekttillverkaren Analog Man kopparplätera alla hans effektpedaler.
Jack White skrev Bond-låten "Another Way to Die" till Quantum of Solace 2008. Han spelade in den tillsammans med Alicia Keys.
I början av 2009 bildade White bandet The Dead Weather med The Kills sångerska Alison Mosshart. I bandet ingår även Jack Lawrence och Queens of the Stone Age-gitarristen Dean Fertita.
Han har tillsammans med Jimmy Page och The Edge medverkat i dokumentärfilmen It Might Get Loud.

## Åsikter
Jack har en mycket speciell inställning till musik vilken kan vara en av anledningarna till att han blivit så stor inom musikvärlden. Bland annat skickar han alltid ut vinylskivor till recensenter för att "Om det inte finns någon grammofon på en tidning som skall recensera skivan så förtjänar dom inte att recensera den". Konsert-dvd:n Under Blackpool Lights (2004) visar även den att Jack hyllar det gamla (och även sitt ointresse av "det nya"). Dvd:n är filmad med Super8-kameror, vilket gör att Under Blackpool Lights inger en stark känsla av att vara äldre än vad den i själva verket är. I en intervju har han nämnt att han inte tycker om dagens filmteknik, då den enligt honom får saker att se "för skarpa ut".

## Privatliv
Jack White gifte sig med modellen Karen Elson på Amazonfloden, Brasilien den 1 juni 2005. Den 2 maj år 2006 fick de tillsammans en dotter som fick namnet Scarlett Teresa.
De fick sitt andra barn, den 7 augusti 2007 som döptes till Henry Lee White. Paret skilde sig år 2013.

## Utmärkelser

### Solo
- 2015 – Grammy för låten "Lazaretto" i kategorin Best Rock Performance.[5]

## Diskografi
The Go
- 1998 – Whatcha Doin'

The White Stripes
- 1999 – The White Stripes
- 2000 – De Stijl
- 2001 – White Blood Cells
- 2003 – Elephant
- 2005 – Get Behind Me Satan
- 2005 – Walking With a Ghost (EP)
- 2007 – Icky Thump

The Raconteurs
- 2006 – Broken Boy Soldiers
- 2008 – Consolers of the Lonely
- 2019 – Help us Stranger

The Dead Weather
- 2009 – Horehound
- 2010 – Sea of Cowards
- 2015 – Dodge and Burn

Jack White
- 2012 – Blunderbuss
- 2014 – Lazaretto
- 2018 – Boarding House Reach
- 2022 – Fear of the Dawn
- 2022 – Entering Heaven Alive
- 2024 – No Name